# 松本日栄
株式会社松本日栄（まつもとにちえい）は、パチンコ店などを長野県と山梨県で営業したアミューズメント企業である。

## 店舗

### 中信地方
- ニチエイコア野溝店（1987年11月 - ）
- ニチエイ松本駅前店
- ニチエイ塩尻店

### 山梨県
- ニチエイ甲府昭和店（倒産）

## 沿革
- 1976年5月：設立
- 1977年9月：長野県松本市南松本に「パチンコ天国」を開店
- 1987年11月：松本市野溝に「センチュリー21野溝店」を開店
- 1991年11月：長野県南安曇郡豊科町豊科に「センチュリー21豊科店」を開店
- 1991年12月：松本市南松本にカラオケボックス「エアポート」を開店
- 1992年12月：長野県北安曇郡松川村に「センチュリー22」を開店
- 1996年10月：長野県長野市鶴賀に「ニチエイ長野店」・カラオケボックス「カラナバル」・ゲームセンター「GATE21」を開店
- 1997年4月：松本市中央に「ニチエイ松本駅前店」・ゲームセンター「ビートル」を開店
- 1998年4月：松本市出川に「ニチエイ出川店」を開店
- 1998年5月：松本市岡田町に「ニチエイ岡田店」を開店
- 1998年8月：松本市梓川に「ニチエイ梓店」を開店
- 2001年4月：松本市中央に初のスロット専門店「ダイナマイトスロットニチエイ」を開店
- 2001年7月：「センチュリー21野溝店」を改装して「ニチエイ21野溝店」として新装開店
- 2001年10月：「センチュリー22」を改装して「ニチエイ22松川店」として新装開店
- 2001年12月：「センチュリー21豊科店」を改装して「ニチエイ豊科店」として新装開店
- 2002年4月：長野県塩尻市宗賀に「ニチエイ塩尻店」を開店
- 2002年11月：パチンコ天国を改装して「ニチエイ本店」として新装開店
- 2003年12月：「ニチエイ21野溝店」を全面改装して「ニチエイコア野溝店」として新装開店
- 2004年3月：「GATE21」を閉店
- 2015年7月：1円専門店のハッピー梓川店を7月から改装。
- 2015年10月：負債額約46億円で民事再生法の適用を申請[1]する。
- 2017年5月：民事再生手続の廃止を申請して破産手続き[2]を開始する。
- 2017年6月 - 長野地方裁判所松本支部から破産手続開始決定を受ける[3]。
- 2018年2月 - 法人格消滅。